# Międzynarodowa Unia Akademicka

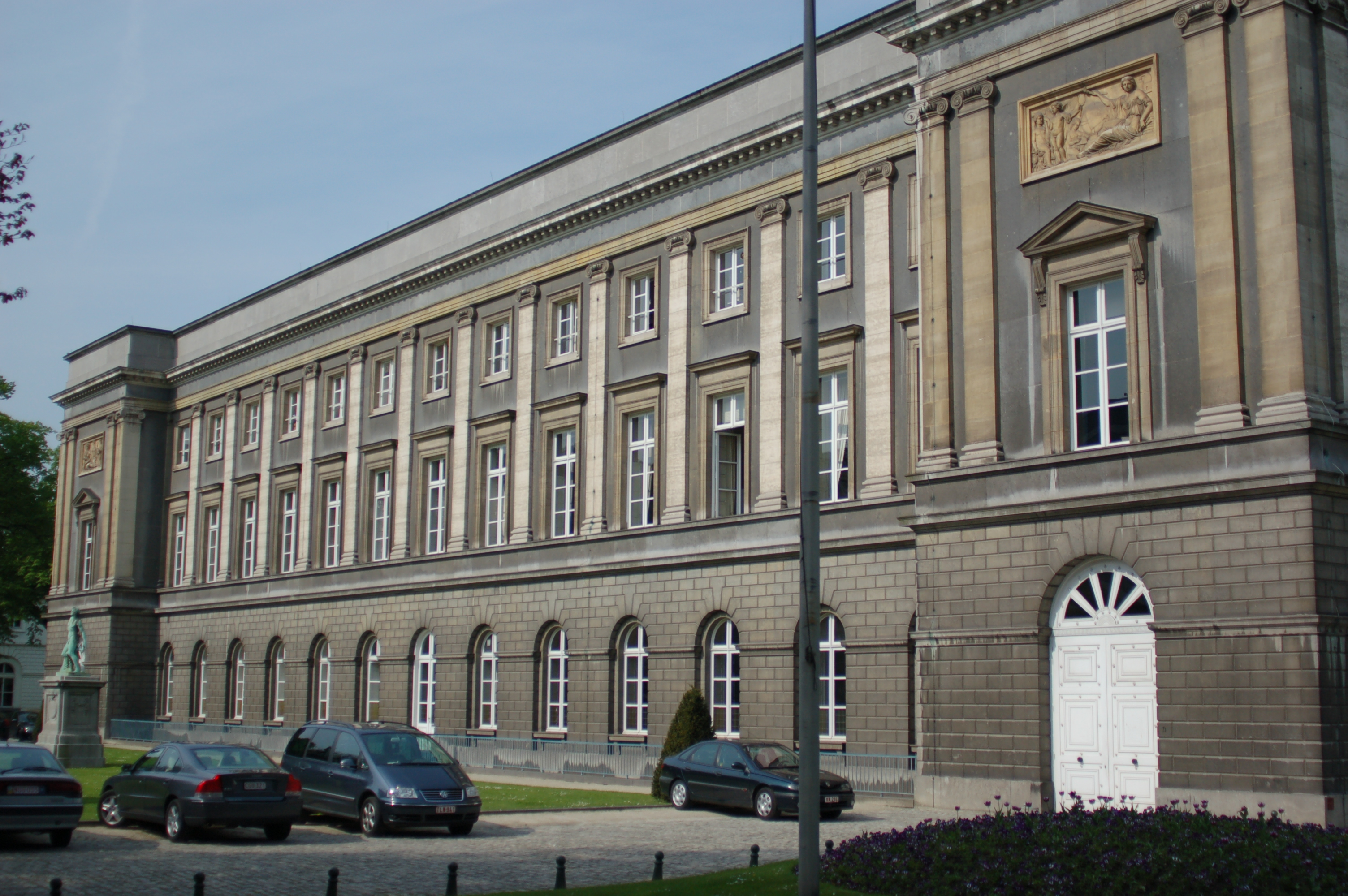
Siedziba sekretariatu UAI w Brukseli

Międzynarodowa Unia Akademicka (fr. Union Académique Internationale; ang. International Academic Union) – stowarzyszenie narodowych akademii naukowych z różnych krajów świata. Organizacja powstała w 1919 roku z inicjatywy Akademii Inskrypcji i Literatury Pięknej i ma na celu nawiązanie ścisłej współpracy pomiędzy jej członkami, którymi są akademii. Zadaniem tej współpracy jest prowadzenie zbiorowych badań w zakresie nauk humanistycznych, filologii, archeologii, historii i politologii. Sekretariat organizacji znajduje się w Brukseli.
Obecnie w skład organizacji wchodzi ponad 100 akademii z ponad 60 krajów, a jej językami oficjalnymi są francuski i angielski (w wypadku rozbieżności pierwszeństwo mają zapisy w tekście francuskim).
UAI koordynuje międzynarodowe projekty naukowe, z których najstarszym (trwającym nieprzerwanie od 1920) jest Corpus Vasorum Antiquorum.
Polskimi członkami UAI są Polska Akademia Umiejętności i Polska Akademia Nauk. Przy Wydziale Nauk Społecznych PAN działa komitet narodowy ds. współpracy z Międzynarodową Unią Akademicką. Prezesem komitetu jest członek korespondent PAN Elżbieta Witkowska-Zaremba.